# ゲーザ・ハプスブルク＝ロートリンゲン
ゲーザ・ハプスブルク＝ロートリンゲン（ドイツ語: Géza Habsburg-Lothringen, 1940年11月14日 - ）は、ハンガリー系ハプスブルク＝ロートリンゲン家の一族で、美術史学者。ロシアの金細工師ファベルジェについての世界的権威。
祖父は、戦間期ハンガリーの国王候補に推戴されたことで知られるヨーゼフ・アウグスト大公。同妃のバイエルン王女アウグステを介して、オーストリア皇帝フランツ・ヨーゼフ1世の血も引く。

## 経歴

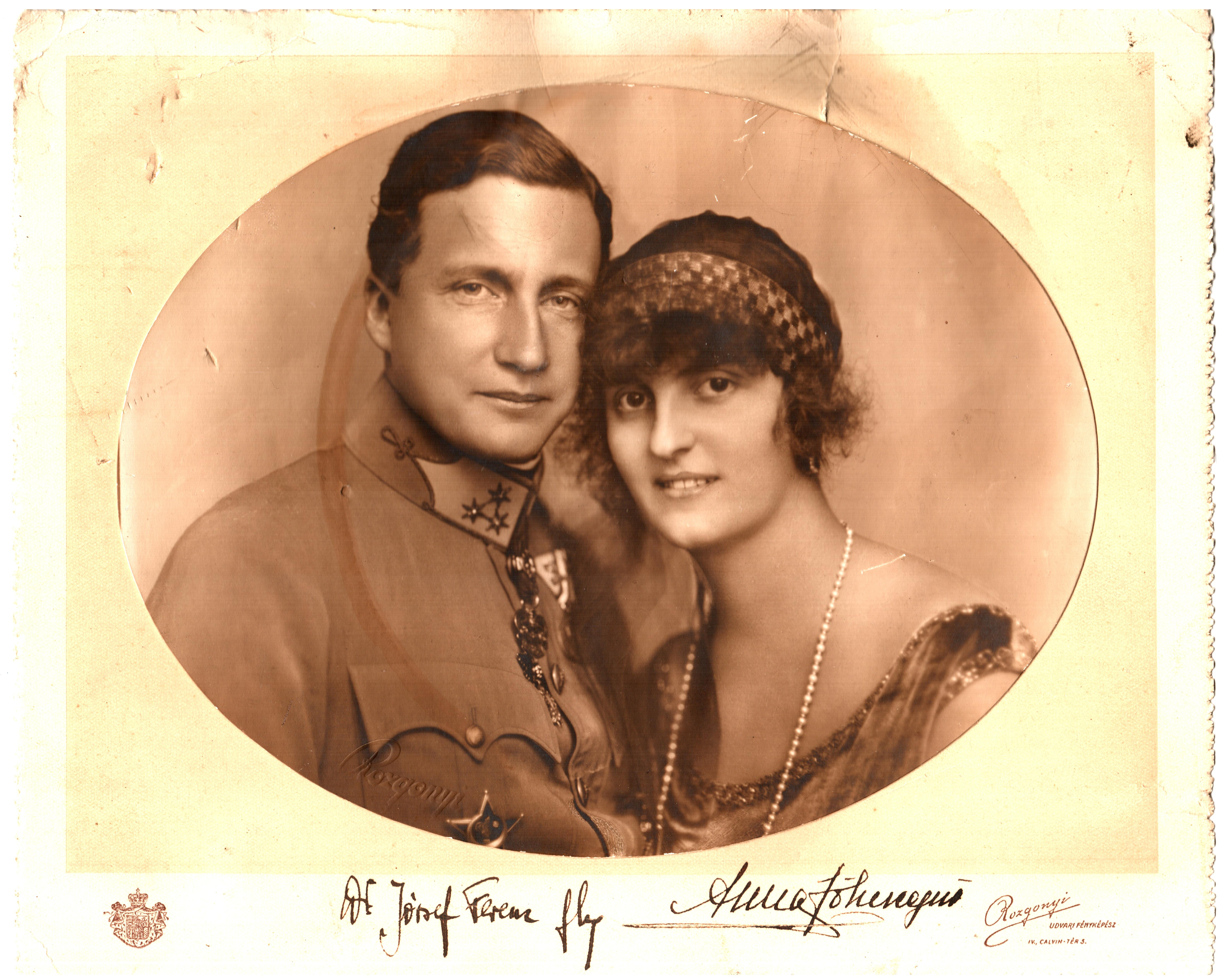
ゲーザの両親：ヨーゼフ・フランツ大公とアンナ大公妃

1940年11月14日、ヨーゼフ・フランツ大公と、ザクセン王フリードリヒ・アウグスト3世の娘アンナの三男としてブダペストにて誕生。
1965年、スイスのフリブール大学にて博士号を取得。1966年、世界的に有名な競売会社であるクリスティーズに入社し、1980年に同ヨーロッパ事業会長に就任する。ニューヨーク・インテリアデザイン大学やニューヨーク大学で准教授、メトロポリタン美術館講師などを歴任し、2014年4月1日より就実大学客員教授を務める。
2019年11月、日本を中心とするアジアに「ハプスブルク家認定商品」などを展開することを視野に、株式会社サンライズジャパングループ・ドーモとライセンス契約を締結した。

## 子女
モニカ・デッカーとの間に3人の子どもがいる。
- フランツ・フェルディナント（1967年生）
  - 南アフリカ共和国・ケープタウンの金融会社"Pro Intel Africa"社長[5]。2013年、黒人女性レイ・ブリーデン（Lei Breeden）と結婚[5]。
- レオポルト（1969年生）
  - ケニア共和国・ナイロビ在住で、1999年にスーダン南部ディンカ族の女性メアリー・ニャヌート・リング・マチャル（英語版）（Mary Nyanut Ring Machar）と結婚[5]。
- マクシミリアン・フィリップ（1974年生）
  - イングランドのアウンドル・スクール（英語版）で歴史教師として勤務。

エリザベス・カンスタッターとの間に1人の子どもがいる。
- イサベラ（1996年生）